# Environmental Law
Az Environmental Law a Lewis és Clark Főiskola Jogi Intézetének környezeti joggal és természeti erőforrásokkal foglalkozó folyóirata. Az 1969-ben alapított kiadványt a témakör éllovasának tartják; szerzői között szakemberek, tudósok és a Legfelsőbb Bíróság bírói is megtalálhatóak.

## Története
Az 1969-ben Harold G. Wren dékán és Bill Williamson oktató által alapított sajtótermék a főiskola első jogi folyóirata. Elindításának apropója a környezetvédelmi problémák ismertté válása és a főiskola gyakran legjobbként értékelt kapcsolódó képzése.
Az 1960-as és 1970-es évek során a Kongresszus számos környezetvédelmi törvényt hozott; ezalatt Richard Nixon elnök az intézetnek írt köszönőlevelében elismerését fejezte ki a folyóirat létrehozásáért. Levelében reményét fejezte ki, hogy a folyóirat megválaszolja az 1970-es évek „nagy kérdéseit”. Később a levelet a kiadvány első évfolyamában Edmund Muskie szenátor és William O. Douglas bíró cikkeivel együtt újraközölték.

## Kiadás
A teljes egészében a hallgatók által szerkesztett, évente négyszer megjelenő folyóiratban a szakmabeliek cikkeit, esszéit és könyvismertetőit a hallgatók megjegyzései és véleményei egészítik ki. A tárgyalt témák a legújabb eseményektől az absztraktabb elméletek kifejtéséig terjednek. A Clean the Air rovatban olvasói leveleket tesznek közzé.
Az évente kiadott Ninth Circuit Review-ban a kerületi fellebbviteli bíróság környezetvédelmi, indiánjogi és polgárjogi döntéseit szemlézik. Az olvasói levelek gyors közzététele lehetőséget biztosít a törvényhozóknak a visszajelzések gyűjtésére. Scott Crespi oktató szerint az Environmental Law az ország harmadik legjelentősebb környezetjogi folyóirata.
A lapot szójatintával nyomtatják fehérítetlen, 100%-ban újrahasznosított papírra.

## Szerkesztők
A szerkesztőket az első tanév végi érdemjegyeik vagy a nyáron rendezett anonim íróverseny keretében választják ki (a felvételt minimum tanulmányi átlaghoz kötik). A felvehető hallgatók száma az állandó tagság méretével arányos.

## Fordítás
- Ez a szócikk részben vagy egészben  az   Environmental Law (journal) című angol Wikipédia-szócikk ezen változatának fordításán alapul.  Az eredeti cikk szerkesztőit annak laptörténete sorolja fel. Ez a jelzés csupán a megfogalmazás eredetét és a szerzői jogokat jelzi, nem szolgál a cikkben szereplő információk forrásmegjelöléseként.